# George Earle Chamberlain
George Earle Chamberlain, né le 1er janvier 1854 et mort le 9 juillet 1928, est un homme politique démocrate américain. Il est le 11e gouverneur de l'Oregon entre 1903 et 1909.